# Perigea gurrha
Perigea gurrha là một loài bướm đêm trong họ Noctuidae.